# كريستوفر هيرست
كريستوفر هيرست (20 يوليو 1886 في المملكة المتحدة - 18 ديسمبر 1963 في المملكة المتحدة) (بالإنجليزية: Christopher Hurst)‏ هو لاعب كريكت بريطاني (وحمل سابقاً جنسية المملكة المتحدة لبريطانيا العظمى وأيرلندا). لعب مع Kent County Cricket Club ‏ ونادي الكريكت في جامعة أكسفورد ‏.

## وصلات خارجية
- كريستوفر هيرست على موقع إي آس بي آن كريك إنفو (الإنجليزية)